# Figurentanz
Ein Figurentanz ist im Gegensatz zum Rundtanz ein Tanz mit individueller Figurenfolge, denen ein Name und in den allermeisten Fällen eine eindeutige „Kennmelodie“ zugeordnet wurde. Ein typischer Volkstanz ist die Sternpolka.